# Jean-François Rault
Jean-François Rault (Lamballe, 8 de juny de 1958) va ser un ciclista francès que fou professional entre 1980 i 1988. Durant la seva carrera professional aconseguí 7 victòries. El seu èxit més important fou la victòria a la darrera edició de la Bordeus-París.
A Lamballe, Bretanya, hi ha una prova cicloturista que duu el seu nom.

## Palmarès
- 1980
  - 1r de la Redon-Redon
  - Vencedor d'una etapa de la Ruta de França
- 1981
  - Vencedor d'una etapa a l'Étoile des Espoirs
  - Vencedor d'una etapa del Tour del Llemosí
  - Vencedor d'una etapa del Tour de Valclusa
- 1982
  - 1r al Gran Premi de la vila de Rennes
  - Vencedor d'una etapa del Tour de Còrsega
  - Vencedor d'una etapa del Tour del Llemosí
- 1983
  - 1r de la Chateauroux-Limoges
  - Vencedor d'una etapa dels Quatre dies de Dunkerque
- 1984
  - Vencedor d'una etapa del Tour d'Armòrica
- 1985
  - Vencedor de 2 etapes a l'Open Postgirot
- 1988
  - 1r a la Bordeus-París
  - 1r a Riom

### Resultats al Tour de França
- 1982. 74è de la classificació general
- 1984. 82è de la classificació general
- 1987. 77è de la classificació general